# هيغاشيناري-كو
هيغاشيناري-كو (باليابانية: 東成区) هو حي في اليابان، يقع في أوساكا، بلغ عدد سكانه 81,881 نسمة وذلك حسب إحصائيات سنة 2017، تبلغ مساحته 4.55 كيلومتر مربع.